# Oxira arenosoides
Oxira arenosoides är en fjärilsart som beskrevs av Robert W. Poole 1989. Oxira arenosoides ingår i släktet Oxira och familjen nattflyn. Inga underarter finns listade i Catalogue of Life.